# Steve Ihnat
Steve Ihnat (* 7. August 1934 in Jastrabie, Tschechoslowakei; † 12. Mai 1972 in Cannes, Frankreich) war ein kanadischer Schauspieler, Drehbuchautor und Regisseur.

## Leben und Werk
Steve Ihnat wurde 1934 in der Tschechoslowakei geboren. Wenige Tage vor der Zerschlagung des Landes durch Nazideutschland im März 1939 verließ seine Familie das Land und ließ sich in Lynden, Ontario, nieder. Schon früh strebte Steve Ihnat an, Schauspieler zu werden. 1958 verließ er Kanada und ging nach Los Angeles. Dort graduierte er am Pasadena Playhouse. Danach diente er zwei Jahre in der Army, obwohl er nie die US-amerikanische Staatsbürgerschaft besaß. Er war in Südkorea stationiert.
Steve Ihnat hatte schon seit 1958 Auftritte in Theatern in Los Angeles, wobei er auch Hauptrollen spielte. Auch Gastrollen in Fernsehserien hatte er seit dieser Zeit, wie 1958 in Mickey Spillane’s Mike Hammer oder 1959 in Streifenwagen 2150. Später war er in Serien wie Die Leute von der Shiloh Ranch, 77 Sunset Strip, Auf der Flucht, Tausend Meilen Staub, Perry Mason, Rauchende Colts, Bonanza, Bezaubernde Jeannie,  Der Chef, Kobra, übernehmen Sie, Mannix, Ihr Auftritt, Al Mundy, The Name of the Game, The Bold Ones: The Lawyers, Dr. med. Marcus Welby oder Alias Smith und Jones zu sehen. Hervorgehoben werden dabei sein Auftritt als der Offizier Philip Minns in The Outer Limits und vor allem als Garth in der Folge Wen die Götter zerstören aus der Serie Raumschiff Enterprise.
Seine Filmkarriere begann ebenfalls bereits 1958. Es waren allerdings zunächst kleine Filme wie Dragstrip Riot, Date Bait, Strike Me Deadly oder Passion Street, U.S.A., alle mit seinem Freund und Mitbewohner Gary Clarke in der Hauptrolle. Bereits in Strike Me Deadly spielte er den Bösewicht, eine Rolle, die er häufig hatte, weil er es verstand, solche Figuren vielschichtig anzulegen. Zudem war er auch einer der Drehbuchautoren von Strike Me Deadly. Neben kleinen Rollen in Ein Mann wird gejagt und Derek Flint – hart wie Feuerstein war er in Nebenrollen in Filme wie Countdown: Start zum Mond, Die fünf Geächteten oder in Auf leisen Sohlen kommt der Tod zu sehen, sowie auch in Nur noch 72 Stunden als der gesuchte Mörder Barney Benesch. 1970 entstand der Film Do Not Throw Cushions Into the Ring. Steve Ihnat war nicht nur Hauptdarsteller, sondern auch Drehbuchautor, Regisseur, Produzent und Filmeditor. Die weibliche Hauptrolle spielte seine Frau. Auch seine Stieftochter hatte einen Auftritt. Auch bei dem Film Sein letzter Ritt mit James Coburn schrieb Steve Ihnat das Drehbuch und führte Regie. Dieser Film wurde wenige Tage nach Steve Ihnats Tod uraufgeführt.
Bei den Filmfestspielen von Cannes 1972 verstarb Steve Ihnat überraschend an einem Herzinfarkt. Er wurde auf dem Westwood Village Memorial Park Cemetery in Los Angeles bestattet.
Steve Ihnat war mit der Schauspielerin Sally Carter (auch bekannt als Marya Carter) verheiratet. Mit ihr hatte er einen Sohn.
Synchronisiert wurde Steve Ihnat von Sprechern wie Joachim Nottke, Rolf Schult, Jürgen Thormann, Edgar Ott, Gerhard Schinschke, Horst Niendorf, Volker Brandt oder Heinz Petruo.

## Filmografie (Auswahl)
- 1958: Mickey Spillane’s Mike Hammer (Fernsehserie, Folge 2x08)
- 1958: Dragstrip Riot
- 1959: Streifenwagen 2150 (Highway Patrol, Fernsehserie, Folge 4x26)
- 1960: Date Bait
- 1962: Hawaiian Eye (Fernsehserie, Folge 4x05)
- 1963: Temple Houston (Fernsehserie, Folge 1x11)
- 1963: Strike Me Deadly (auch Drehbuchautor)
- 1963–1969: Die Leute von der Shiloh Ranch (The Virginian, Fernsehserie, 4 Folgen, 4 Rollen)
- 1964: 77 Sunset Strip (Fernsehserie, Folge 6x20)
- 1964: Im Wilden Westen (Death Valley Days, Fernsehserie, Folge 12x26)
- 1964: Dr. Kildare (Fernsehserie, Folge 4x03)
- 1964: Die Seaview – In geheimer Mission (Voyage to the Bottom of the Sea, Fernsehserie, Folge 1x05)
- 1964: The Outer Limits (Fernsehserie, eine Doppelfolge)
- 1964: Passion Street, U.S.A.
- 1964, 1967: Auf der Flucht (The Fugitive, Fernsehserie, 2 Folgen)
- 1965: Tausend Meilen Staub (Rawhide, Fernsehserie, Folge 7x23)
- 1965: Perry Mason (Fernsehserie, Folge 8x27)
- 1965: Daniel Boone (Fernsehserie, Folge 2x13)
- 1965–1970: Rauchende Colts (Gunsmoke, Fernsehserie, 6 Folgen, 6 Rollen)
- 1965–1971: Bonanza (Fernsehserie, 3 Folgen)
- 1966: Big Valley (The Big Valley, Fernsehserie, Folge 1x19)
- 1966: Ein Mann wird gejagt (The Chase)
- 1966: Bezaubernde Jeannie (I Dream of Jeannie, Fernsehserie, Folge 2x04)
- 1966–1971: FBI (The F.B.I., Fernsehserie, 7 Folgen, 6 Rollen)
- 1967: Gefährlicher Alltag (Felony Squad, Fernsehserie, Folge 1x24)
- 1967: Derek Flint – hart wie Feuerstein (In Like Flint)
- 1967: Countdown: Start zum Mond (Countdown)
- 1967: Der Marshall von Cimarron (Cimarron Strip, Fernsehserie, Folge 1x05)
- 1967: Die fünf Geächteten (Hour of the Gun)
- 1967: Der Chef (Ironside, Fernsehserie, Folge 1x15)
- 1967, 1969: Kobra, übernehmen Sie (Mission: Impossible, Fernsehserie, 3 Folgen, 3 Rollen)
- 1967–1972: Mannix (Fernsehserie, 3 Folgen, 3 Rollen)
- 1968: Nur noch 72 Stunden (Madigan)
- 1968: Ihr Auftritt, Al Mundy (It Takes a Thief, Fernsehserie, Folge 1x12)
- 1968: Kona Coast
- 1968, 1969: The Name of the Game (Fernsehserie, 2 Folgen)
- 1969: Raumschiff Enterprise (Star Trek, Fernsehserie, Folge 3x14)
- 1969: The Bold Ones: The Lawyers (Fernsehserie, Folge 1x01)
- 1969: Dr. med. Marcus Welby (Marcus Welby, M.D., Fernsehserie, Folge 1x02)
- 1970: Medical Center (Fernsehserie, Folge 1x17)
- 1970: Rache aus dem Knast (Zig Zag)
- 1970: Twen-Police (The Mod Squad, Fernsehserie, 3x06)
- 1970: Do Not Throw Cushions Into the Ring (auch Drehbuchautor und Regisseur)
- 1971: Alias Smith und Jones (Alias Smith and Jones, Fernsehserie, Folge 1x09)
- 1971: Die jungen Anwälte (The Young Lawyers, Fernsehserie, Folge 1x23)
- 1972: Auf leisen Sohlen kommt der Tod (Fuzz)
- 1972: Sein letzter Ritt (The Honkers) (Drehbuchautor und Regisseur)